# Reinhold Sadler
Reinhold Sadler (Czarnikau, 10 de Janeiro de 1848 - Eureka, 30 de Janeiro de 1906) foi um político americano. Foi o nono Governador de Nevada. Era membro do Partido Silver.

## Biografia
Sadler nasceu no dia 10 de Janeiro de 1848 em Czarnikau, Província de Posen, Prússia (atual Czarnków, Província de Wielkopolska, Polônia). Sua educação foi limitada às escolas comuns de seu país natal. Imigrou-se para os Estados Unidos mudando-se para Virginia City e mais tarde para Eureka. Casou-se com Louise Zadow em Hamilton, Nevada no dia 26 de Maio de 1874 e os dois tiveram seis filhos, Wihlemina, William Arthur, Bertha, Edgar, Alfred e Clarence.

## Carreira
Sadler estabeleceu-se em Eureka, Nevada e trabalhou como minerador, moleiro e comerciante. Foi eleito tesoureiro do Condado de Eureka em 1880.
Depois de duas campanhas fracassadas em cargos do estado, foi eleito o décimo Vice-Governador em 1895. Após a morte do Governador John E. Jones, Sadler tornou-se Governador Interino, tornando-o apenas o terceiro governador estrangeiro de Nevada; foi eleito Governador por conta própria em 1898. Durante seu mandato, o Farmer's Institute foi criado e a Comissão Estadual de Avaliadores foi fundada.
Depois de terminar o seu mandato Sadler retornou a Eureka e retomou suas várias empresas. Era um forte candidato pelo Partido Silver para a Câmara dos Representantes dos Estados Unidos em geral em 1904, mas não conseguiu.

## Morte
Sadler morreu em Eureka no dia 30 de Janeiro de 1906 aos 58 anos. Foi sepultado no Cemitério Lone Mountain em Carson City, Nevada.